# Bussy-le-Château
Bussy-le-Château település Franciaországban, Marne megyében. Lakosainak száma 184 fő (2022. január 1.). Bussy-le-Château Suippes, La Cheppe, Courtisols, Saint-Remy-sur-Bussy és Somme-Suippe községekkel határos.

## Népesség
A település népességének változása:
| Lakosok száma | 266  | 216  | 195  | 162  | 166  | 168  | 171  | 175  | 177  | 184  |
|               | 1968 | 1982 | 1990 | 2006 | 2013 | 2015 | 2017 | 2019 | 2020 | 2022 |